# 八頭町立船岡小学校
八頭町立船岡小学校（やずちょうりつ ふなおかしょうがっこう）は、鳥取県八頭郡八頭町坂田にある公立小学校。

## 沿革
船岡小学校（初代）

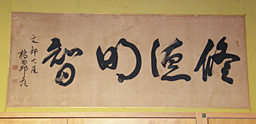
校長室に掲げられている橋田邦彦の書「修徳明智」

- 1873年（明治6年）6月 - 光賢寺の庫裏に船岡小学校が開校
- 1886年（明治19年） - 船岡尋常小学校と改称。
- 1908年（明治41年） - 高等科を併設し船岡尋常高等小学校と改称。
- 1941年（昭和16年）4月1日 - 国民学校令により船岡国民学校と改称。
- 1947年（昭和22年）4月1日 - 学制改革により船岡村立船岡小学校と改称。
- 1952年（昭和27年）11月3日 - 八頭郡船岡村が隼村・大伊村を編入、町制施行したのに伴い、船岡町立船岡小学校と改称。

済美小学校
- 1873年（明治6年）6月 - 多宝寺の庫裏に殿村小学校が開校。
- 1892年（明治25年） - 済美尋常小学校と改称。
- 1903年（明治36年） - 高等科を併設し済美尋常高等小学校と改称。
- 1941年（昭和16年）4月1日 - 国民学校令により済美国民学校と改称。
- 1947年（昭和22年）4月1日 - 学制改革により大伊村立済美小学校と改称。
- 1952年（昭和27年）11月3日 - 八頭郡船岡村が隼村・大伊村を編入、町制施行したのに伴い、船岡町立済美小学校と改称。

船岡小学校（2代目）
- 1962年（昭和37年）4月 - 船岡小学校（初代）と済美小学校と統合し2代目船岡小学校が開校。
- 2005年（平成17年）3月31日 - 八頭郡船岡町が同郡郡家町・八東町と合併、八頭町が発足したのに伴い、八頭町立船岡小学校と改称。
- 2017年（平成29年）3月31日 - 閉校。

船岡小学校（3代目）
- 2017年（平成29年）4月 - 船岡小（2代目）・大江小・隼小が統合し3代目船岡小学校が開校。

## 通学区域
- 八頭町の旧船岡町全域

卒業生は基本的に八頭町立八頭中学校へ進学する。

## 周辺
- 八頭町船岡庁舎（旧・船岡町役場）
- 船岡郵便局
- 国道482号
- 八東川
  - 大江川

## アクセス
- 若桜鉄道 因幡船岡駅から南へ500 m
- クローバーバス（大江線） 船岡庁舎前または学校前にて下車